# 约翰·塔罗尼特斯
约翰·塔罗尼特斯（希臘語：Ἰωάννης Ταρωνίτης；约1067年—？）是一位拜占庭贵族，阿莱克修斯一世（1081－1118年在位）的外甥，曾在巴尔干半岛担任总督职务。

## 生平
他的父亲是“最可敬者（πανυπερσέβαστος）”米海尔·塔罗尼特斯，属于塔罗尼特斯家族，这个家族是亚美尼亚邦国塔隆的国君的后裔。1061-1063年左右，他的父亲与“大家内官”约翰·科穆宁和安娜·达拉塞内的长女玛利亚·科穆宁娜（Maria Komnene）结婚，因而成为后来的皇帝阿莱克修斯一世（1081-1118年在位）的姐夫。约翰是这对夫妻的长子，大约出生于1067年。
从他与奥赫里德的狄奥菲拉克特的通信中可以得知，约1092/93年左右，他担任斯科普里的总督（都督）。1094年夏天，他的父亲因为参与前皇帝罗曼诺斯四世（1068-1071年在位） 之子尼基弗罗斯·第欧根尼的谋反阴谋而被处以没收财产与流放，但约翰似乎未受牵连。当年秋天，阿莱克修斯率军对抗色雷斯的库曼人，约翰与尼基弗罗斯·梅利塞诺斯、乔治·巴列奥略一同被委以防御贝罗埃及周边地区的重任。1094/95年，他参与了布拉赫奈宫举行的宗教会议，在参会人员中名居第五，拥有“可敬者”头衔。
1102年的一份文件显示，他当时担任色雷斯、马其顿、博莱隆、斯特里蒙、塞萨洛尼基军区的民事长官（民选官）与财政长官（记录员）。
1104年他的堂弟哈尔迪亚总督格雷戈里·塔罗尼特斯在特拉比松起兵反叛。皇帝多次致书劝他投降，但只得到了辱骂性的回复，于是1105/06年，皇帝派约翰率军前去征伐。格雷戈里听说之后向内陆的科洛内亚进军，试图与塞巴斯蒂亚的达尼什曼德王朝结盟。约翰则派手下的法兰克雇佣军进攻，在他到达目的地之前就将他俘虏。约翰将他的堂弟送回君士坦丁堡，阿莱克修斯原本想按照惯例将他致盲，但在约翰的求情之下，他仅被处以剃去头发与胡子，在君士坦丁堡的大街上游行示众，之后被投入阿内马斯监狱。
此后他没有在历史记载中再次出现，但1147年宗教会议中的“最可敬的可敬者”、“法律执行者”、君士坦丁堡城市长官约翰·塔罗尼特斯可能与他为同一人。他的婚姻与家庭情况未知。

## 引用
1. ↑  ODB，"Taronites" (A. Kazhdan), pp. 2012–2013.
2. ↑  Varzos 1984，第64–65頁.
3. 1 2 3 4  Skoulatos 1980，第155頁.
4. 1 2 3  Varzos 1984，第128頁.
5. ↑  Skoulatos 1980，第211–212頁.
6. ↑  Varzos 1984，第65–67頁.
7. 1 2 3  Varzos 1984，第129頁.
8. ↑  Skoulatos 1980，第155–156頁.
9. 1 2  Skoulatos 1980，第117, 156頁.
10. ↑  Varzos 1984，第129–130頁.
11. ↑  ODB，"Blinding" (A. Kazhdan), pp. 297–298.
12. ↑  Varzos 1984，第130頁.
13. ↑  Skoulatos 1980，第156頁.
14. ↑  Varzos 1984，第131頁.
15. ↑  Varzos 1984，第131–132頁.